# Prodidomus domesticus
Prodidomus domesticus là một loài nhện trong họ Gnaphosidae.
Loài này thuộc chi Prodidomus. Prodidomus domesticus được miêu tả năm 1938 bởi Lessert.